# Personne ne peut me juger
Pour les articles homonymes, voir Nessuno mi può giudicare.
Pour plus de détails, voir Fiche technique et Distribution.
Personne ne peut me juger (Nessuno mi può giudicare) est une comédie italienne de 2011 réalisée par Massimiliano Bruno ,. Paola Cortellesi a remporté le David di Donatello 2011 de la meilleure actrice pour sa performance en tant qu'Alice.

## Synopsis
Une femme riche, nommée Alice, vit dans une maison luxueuse à Rome avec son mari et son fils de 9 ans. Elle est superficielle et matérialiste et traite très mal ses employées de maison. Son monde change après le décès de son mari dans un accident de moto, laissant Alice profondément endettée. Elle est contrainte de vendre sa maison, et déménage dans la périphérie avec son fils grâce aux conseils de son ancien employé Aziz.
Cependant, l'argent qu'elle a obtenu de la vente de sa maison n'est  pas suffisant pour rembourser sa dette; alors elle contacte une escorte girl nommée Eva, qu'elle avait déjà rencontrée lors d'une fête, afin d'apprendre le metier d' escort-girl et gagner rapidement beaucoup d'argent. Elle développe  une relation avec un homme du nom de Giulio, propriétaire d'un point Internet, etveut garder son vrai travail secret.

## Fiche technique
- Titre : Personne ne peut me juger
- Titre original : Nessuno mi può giudicare
- Réalisation : Massimiliano Bruno
- Scénario : Massimiliano Bruno et Edoardo Falcone, avec la collaboration de Fausto Brizzi, d'après une histoire de Fausto Brizzi
- Musique : Giuliano Taviani et Carmelo Travia
- Photographie : Roberto Forza
- Montage : Luciana Pandolfelli
- Décors : Sonia Peng
- Costumes : Alberto Moretti
- Production : Fulvio Lucisano et Federica Lucisano
- Société de production : Italian International Film, Rai Cinema
- Société de distribution :01 Distribution (Italie)
- Pays de production :  Italie
- Format : couleur - 2,35:1
- Genre : comédie
- Durée : 94 minutes
- Dates de sortie :
  - Italie : 16 mars 2011
  - France : 24 octobre 2022 (Netflix)

## Distribution
- Paola Cortellesi : Alice
- Raoul Bova : Giulio
- Rocco Papaleo : Lionello Frustace
- Anna Foglietta : Eva
- Awa Ly : Abeba
- Caterina Guzzanti : Sofia
- Dario Cassini : Pietro
- Fausto Leali : lui-même
- Giovanni Bruno : Filippo
- Hassani Shapi : Aziz
- Lucia Ocone : Tiziana
- Massimiliano Bruno : Francesco Graziani
- Pasquale Petrolo : Enzo (Lillo)
- Raul Bolanos : Marcelo
- Riccardo Rossi : journaliste
- Valerio Aprea : Biagio
- Valerio Mastandrea : Eva / narrateur